# Philipp Lahm
Philipp Lahm (IPA: /ˈfɪlɪp ˈlaːm/); född 11 november 1983 i München i Bayern, är en före detta  tysk fotbollsspelare som spelade hela karriären för Bayern München förutom ett två år långt lån till VfB Stuttgart och även i tyska landslaget. Han var lagkapten för Tyskland när laget vann VM för fjärde gången 2014.

## Biografi
Philipp Lahm slog igenom i VfB Stuttgart dit han utlånats från Bayern München. Lahm blev under tränaren Felix Magath inte bara ordinarie i Stuttgart utan också landslagsman. Lahm debuterade i början av 2004 och blev ordinarie i Tysklands landslag under EM 2004. Under 2005 återvände Lahm till Bayern München men en skada höll honom borta från spel under stora delar av 2005 vilket gjorde att han inte kunde delta i Fifa Confederations Cup.
Han var däremot tillbaks lagom till VM 2006 på hemmaplan där Tyskland tog brons. Lahm gjorde turneringens första mål i öppningsmatchen mot Costa Rica på Allianz Arena i München.
Han avgjorde även semifinalen mot Turkiet i EM 2008 med 3–2 i 90:e matchminuten.
Under VM 2010 var Lahm lagkapten för Tysklands landslag då den ordinarie lagkaptenen Michael Ballack missade turneringen på grund av en fotskada. Det är även en position han har fått behålla sedan Ballack lämnade det tyska landslaget. Lahm är kapten för Bayern München.
Lahm hamnade högt i Bundesligas assistliga säsongen 2012/2013 då han efter flera försök kunde vinna Champions League med FC Bayern. Lahm startade alla slutspelsmatcher och spelade 90 minuter i finalen mot Borussia Dortmund. Det var Lahms tredje final i turneringen och hans andra raka som Bayerns lagkapten. Veckan efter finalen fick han även höja DFB-Pokalen efter finalseger mot tidigare utlåningsklubben Stuttgart. Detta fullföljde Bayerns trippel, då laget tidigare säkrat Bundesliga. Därmed var Lahm lagkapten för det första laget som åstadkommit trippeln i Tyskland.
Lahm var lagkapten för Tyskland när laget vann VM 2014. Lahm spelade till en början på mittfältet som defensiv mittfältare men flyttades i kvartsfinalen tillbaka på ytterbacksplats. Efter VM-guldet i Brasilien 2014 meddelade Lahm att han gjort sitt i landslaget.
En rolig notis om Philipp Lahm är att han, trots en lång karriär på över 16 år och med över 500 matcher (varav bland annat över 300 för Bayern München och 113 i tyska landslaget), aldrig tilldelades ett rött kort.
I februari 2017 meddelade Lahm att han avslutar sin proffskarriär efter säsongen 2016/2017.

## Meriter
Bayern München
- Bundesliga: 2002/2003, 2005/2006, 2007/2008, 2009/2010, 2012/2013, 2013/2014, 2014/2015, 2015/2016, 2016/2017
- Uefa Champions League: 2012/2013
- Tyska cupen: 2002/2003, 2005/2006, 2007/2008, 2009/2010, 2012/2013, 2013/2014, 2015/2016
- Tyska supercupen: 2010, 2012, 2016
- Tyska ligacupen: 2007
- Uefa Super Cup: 2013
- Världsmästerskapet i fotboll för klubblag: 2013

Tyskland
- VM 2006 (brons)
- EM 2008 (silver)
- VM 2010 (brons)
- VM 2014 (guld)

### Individuellt
- FIFA World XI Team: 2013, 2014 (FIFA:s Världslag)